# Dysbatus singularis
Dysbatus singularis là một loài bướm đêm trong họ Geometridae.